# Belvís de Monroy
Belvís de Monroy ist ein Ort und eine Gemeinde (municipio) mit 743 Einwohnern (Stand: 2024) in der Provinz Cáceres in der Autonomen Region Extremadura im Südwesten Spaniens. Zur Gemeinde gehören auch der ehemals selbständige Ort Casas de Belvís sowie mehrere Einzelgehöfte.

## Lage
Der Ort Belvís de Monroy liegt südlich der Sierra de Gredos und nördlich der Montes de Toledo gut 105 km (Fahrtstrecke) nordöstlich der Provinzhauptstadt Cáceres in einer Höhe von ca. 385 m. Das Klima ist gemäßigt bis warm; Regen (ca. 410 mm/Jahr) fällt nahezu ausschließlich im Winterhalbjahr.

## Bevölkerungsentwicklung
| Jahr      | 1857 | 1900  | 1950  | 2000 | 2021 |
| Einwohner | 931  | 1.041 | 1.049 | 604  | 745  |

Der deutliche Bevölkerungszuwachs seit den 1950er Jahren ist im Wesentlichen auf die Zuwanderung aus den Dörfern der Umgebung zurückzuführen.

## Wirtschaft
Die Gegend hat kaum landwirtschaftlich nutzbare Flächen. Der Anbau von Weizen und anderen Feldfrüchten diente früher vorwiegend der Selbstversorgung; daneben gab es viele unbearbeitete Flächen aufgrund des Wassermangels, die sich jedoch für extensive Viehhaltung (Schafe und Ziegen) eignen, auch wenn in früheren Jahrhunderten die Herden im Sommer auf Triftwegen (cañadas) in die höher gelegenen Bergregionen in der Mitte und im Norden Spaniens getrieben werden mussten. Ein in der zweiten Hälfte des 20. Jahrhunderts gebauter Stausee des Tajo (Embalse de Valdecañas) im Süden des Gemeindegebiets hat deutlich zur Verbesserung der landwirtschaftlichen Produktion beigetragen.

## Geschichte
Über die frühe und antike Geschichte der Gegend um Belvís ist nichts bekannt – keltische, iberische und römische Funde wurden bislang kaum gemacht; aus römischer Zeit stammt jedoch eine Grabstele, die heute an der Außenwand eines Hauses (Casa de La Morcona) im etwa 2 km nordöstlich gelegenen Ortsteil Casas de Belvís angebracht ist. Der Ort lag am Verbindungsweg zwischen den bedeutenden Römerstädten Mérida (Emerita Augusta), Talavera de la Reina (Caesarobriga) und Saragossa (Caesaraugusta). Auch von den Westgoten und Mauren (nach 713) fehlen archäologisch verwertbare Spuren, da die trockenen Böden für ackerbauliche Zwecke eher ungeeignet waren; lediglich die Zucht von Schafen und Ziegen war möglich. Mérida und sein Umland wurden im Jahr 1230 von den kastilisch-leonesischen Truppen Alfons’ IX. aus den Händen der Mauren zurückerobert (reconquista) und sukzessive von Christen aus dem Norden Spaniens besiedelt. Als Gründungsjahr von Belvís wird das Jahr 1290 angesehen, als König Sancho IV. seinem Getreuen Hernán Pérez de Plasencia, der den Beinamen El Bote trug, das Gebiet um Belvís übergab. Zwei Jahrhunderte später erhielt Francisco de Monroy y Zúñiga, ein Getreuer im Gefolge der Katholischen Könige das Gebiet um Belvís – er führte den Titel „Achter Grundherr“ (señor) des Ortes und auf ihn und seine Nachfolger geht der Zusatz Monroy im Ortsnamen zurück.

## Sehenswürdigkeiten
- Die Burg (castillo) mit ihren zentralen Bergfried (torre de homenaje) wurde im 14. Jahrhundert vom Calatrava-Ritterorden erbaut, danach aber noch des Öfteren verändert, so dass sowohl gotische als auch barocke Elemente erkennbar sind; sie verfiel erst im 18. und 19. Jahrhundert.[4][5]

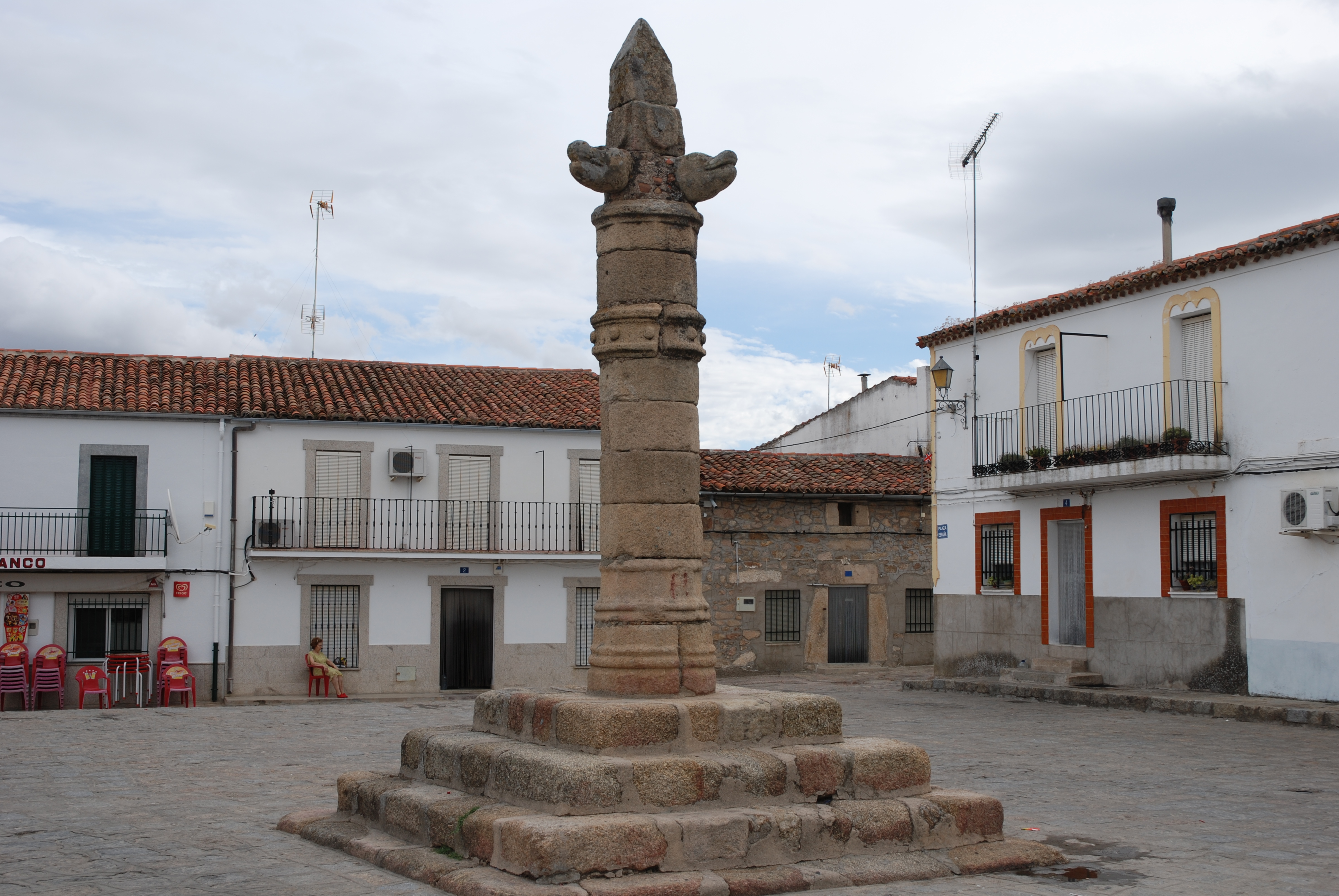
Gerichtssäule (rollo)

- Die im 14. und 15. Jahrhundert erbaute örtliche Pfarrkirche ist dem Apostel Jakobus (Santiago Apóstol) geweiht, dem geistigen Anführer der Reconquista und Schutzpatron Spaniens. Der eher unscheinbare Bau hat einen sehenswerten Chorbogen zwischen Kirchenschiff und Altarraum und birgt ein spätmittelalterliches monolithisches Taufbecken. Der spätmittelalterliche offene Dachstuhl wurde Ende des 20. Jahrhunderts durch eine moderne Holzkonstruktion ersetzt.[6]
- Auf einem quadratisch abgetreppten Sockel auf dem zentralen Platz des Ortes steht eine Gerichtssäule (rollo) wie sie vor allem in den Kleinstädten Kastiliens (z. B. Berlanga de Duero oder Boadilla del Camino) häufiger anzutreffen ist. Ein mit einem Ring versehener oktogonaler Schaft trägt ein in alle Himmelsrichtungen weisendes „Kapitell“ mit vier Meeresungeheuern; darüber bildet eine wappengeschmückte pyramidenförmige Spitze den oberen Abschluss.[7]

Umgebung
- Der hiesige Franziskanerkonvent (Convento de San Francisco del Berrocal) aus dem 16. Jahrhundert spielte eine nicht unbedeutende Rolle bei der Missionierung Lateinamerikas und der Philippinen. Kirche und Kreuzgang (claustro) sind restauriert, die übrigen Konventsgebäude sind dagegen in einem beklagenswerten Zustand.[8]
- Die ehemalige Einsiedlerkirche (Ermita de Nuestra Señora del Berrocal) ist ebenfalls restauriert und dient alljährlich im Mai als Ziel einer Prozession.[9]